# Хвиля Мортона

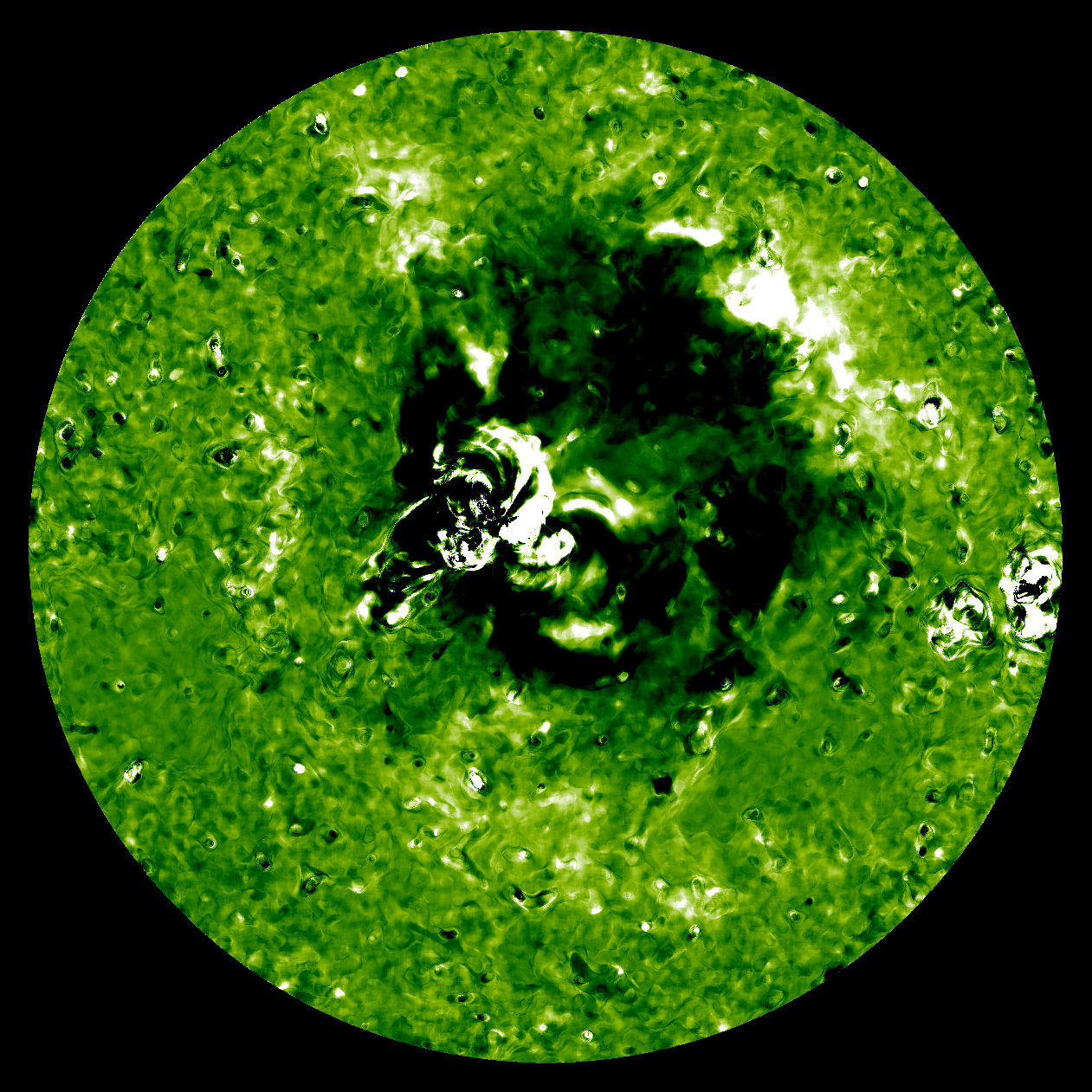
Сонячне цунамі

Хвиля Мортона або Сонячне цунамі — ударна хвиля, що поширюється в сонячній короні зі швидкістю 500-1500 км/с, яка спостерігається в основному у спектральній лінії Hα і видима у вигляді рухомої дуги.
Названа на честь американського астронома Гейла Мортона, який помітив її 1959 року, працюючи у сонячній та астрофізичній лабораторії Lockheed Martin в місті Бербанк (Каліфорнія), шляхом аналізу послідовних фотографій, зроблених у спектральних лініях альфа-переходу Балмера.
У 1995 році SOHO виявив інший вид подібних хвиль в дальній ультрафіолетовій частині спектра і зробив спостереження хвилі Мортона, що рухалася на висоті 100 тис. км зі швидкістю 250 км/с у лютому 2009 року.